# Шахтёрск (Сахалинская область)
Шахтёрск (до 1947 года Торо, яп. 塔路) — посёлок городского типа (в 1947—2016 — город) в Углегорском районе Сахалинской области Российской Федерации.
Население — 6572 чел. (2023).

## География
Посёлок расположен в центральной части острова Сахалин у его западного побережья, на берегу озёр Проточное и Тауро, в 357 км от Южно-Сахалинска, в 10 км от Углегорска.
Посёлок Шахтёрск приравнен к районам Крайнего Севера.

## История
В 1905 году, согласно Портсмутскому мирному договору, завершившему русско-японскую войну 1904—05 годов, южная часть острова Сахалин (до 50-й параллели) отошла к Японии. Основан после 1905 года.
В 1945 году по итогам советско-японской войны вошёл в состав СССР.
До 1947 года назывался Торо; название из айнского turu «земля». Был переименован в рамках кампании по ликвидации японских названий на Сахалине.
С 1947 года носит название Шахтёрск. В его окрестностях добывают каменный уголь.
В 2017 году город Шахтёрск был преобразован в посёлок городского типа.

## Население
| 1959    | 1970    | 1979    | 1989    | 1996    | 1998    | 2000    |
| ------- | ------- | ------- | ------- | ------- | ------- | ------- |
| 12 069  | ↘11 476 | ↗11 543 | ↗12 945 | ↘12 900 | ↘12 300 | ↘11 600 |
| 2001    | 2002    | 2005    | 2006    | 2007    | 2008    | 2009    |
| ↘11 500 | ↘10 643 | ↘10 400 | ↘10 300 | ↘10 100 | →10 100 | ↘10 029 |
| 2010    | 2011    | 2012    | 2013    | 2014    | 2015    | 2016    |
| ↘8382   | ↗8400   | ↘7932   | ↘7647   | ↘7351   | ↘7094   | ↘6911   |
| 2017    | 2018    | 2019    | 2020    | 2021    | 2023    |         |
| ↘6731   | ↘6493   | ↘6355   | ↘6193   | ↗6687   | ↘6572   |         |

Население пгт убывает, но темп снижения численности населения, в последнее время, замедлился, в связи с улучшением благосостояния и здоровья жителей. Начиная с 90-х годов население убывало из-за плохой криминогенной обстановки, экономических факторов, миграции населения.

## Экономика
В непосредственной близости от посёлка расположены угольные шахты (отсюда название). Последняя шахта, «Ударновская», закрыта в 2017 году. Основное угледобывающее предприятие — угольный разрез Солнцевский. Есть много предприятий, вместе образующих угольную инфраструктуру. Есть аэропорт — 1 из 4 аэропортов Сахалина.

## Транспорт

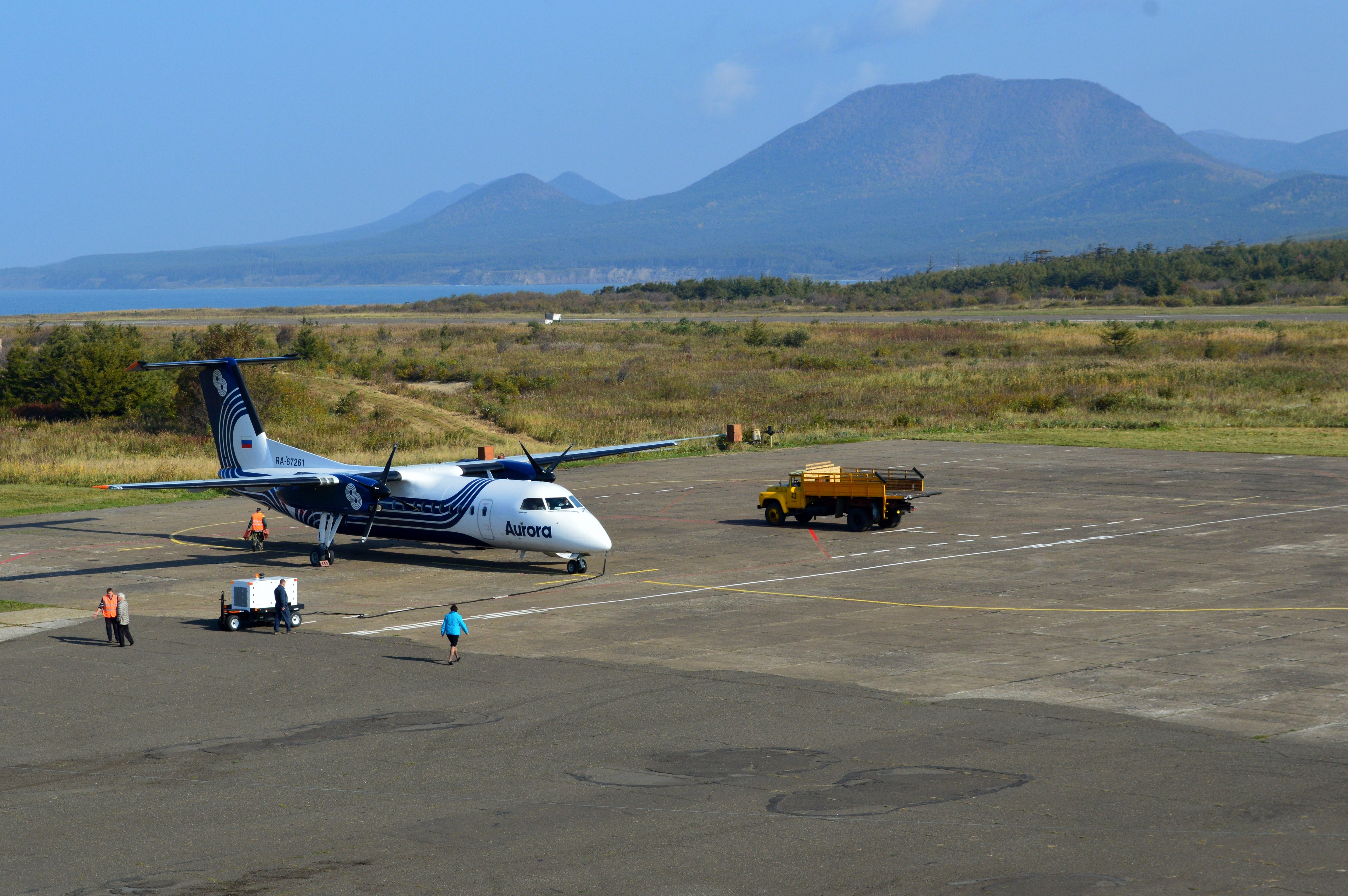
Обслуживание самолёта авиакомпании «Аврора», выполняющего рейс Южно-Сахалинск — Шахтёрск — Хабаровск, в аэропорту Шахтёрск

В Шахтёрске раньше действовала узкоколейная железная дорога бывшего ШПТУ, связывающая его с портом в Шахтёрске-2. На 2017 год узкоколейка разобрана. В посёлке имеется рейдовый морской порт и аэропорт. Есть автодорога Ильинск — Шахтерск.
Аэропорт Шахтёрск способен принимать самолёты Як-40, Ан-24 и более лёгкие, выполняются пассажирские рейсы в Хабаровск и Южно-Сахалинск.

## Известные уроженцы и жители
- Юрий Александрович Якимов (28 февраля 1953, Шахтёрск, Сахалинская область) — советский гребец, серебряный призёр XXI Летних Олимпийских игр 1976 года. Мастер спорта международного класса.[21]